# Baron Braybrooke

Armoiries des barons Braybrooke

Baron Braybrooke, de Braybrooke dans le comté de Northampton, est un titre de noblesse héréditaire dans la pairie de Grande-Bretagne.
Les sièges familiaux des barons étaient Billingbear House près de Windsor dans le Berkshire et Audley End House près de Saffron Walden dans l'Essex.

## Histoire du titre
Le titre a été créé le 5 septembre 1788 pour l'ancien député et Lord Lieutenant d'Essex John Griffin, 4ème baron Howard de Walden. Le titre a été attribué avec la particularité qu'en l'absence de descendants mâles, il pouvait également être transmis à son cousin au troisième degré Richard Aldworth-Neville. Il avait déjà reçu le titre de baron Howard de Walden (en) (créé en 1597 dans la pairie d'Angleterre) en 1784. A sa mort en 1797, ce titre tomba en suspens, la baronnie de Braybrooke passant à Richard Aldworth-Neville qui devint le 2ème baron Braybrooke selon la note spéciale. Il changea alors son nom de famille pour « Griffin » deux mois plus tard.
Robin Neville (en), 10ème baron Braybrooke, est décédé en 2017 sans descendance mâle, et son cousin Richard Neville est donc devenu le 11ème baron Braybrooke. Il est né en 1977 de George Neville et Patricia Quinn. Il est un descendant de Richard Griffin, 2ème baron Braybrooke. Son arrière-arrière-arrière-grand-père était le fils cadet du 2ème baron Braybrooke, George Neville-Grenville, qui a été doyen de Windsor et aumônier honoraire de la reine Victoria. Il est l'arrière-arrière-arrière-petit-fils de George Grenville, qui fut Premier ministre britannique de 1763 à 1765.

## Baron Braybrooke (1788)
- John Griffin, 1er baron Braybrooke, 4ème baron Howard de Walden (1719-1797) (la baronnie Howard de Walden tombe en suspens à sa mort) ;
- Richard Griffin, 2ème baron Braybrooke (1750-1825) ;
- Richard Griffin, 3ème baron Braybrooke (1783-1858) ;
- Richard Neville, 4ème baron Braybrooke (1820-1861) ;
- Charles Neville, 5ème baron Braybrooke (1823-1902) ;
- Latimer Neville, 6ème baron Braybrooke (1827-1904) ;
- Henry Neville, 7ème baron Braybrooke (1855-1941) ;
- Richard Neville, 8ème baron Braybrooke (1918-1943) ;
- Henry Neville, 9ème baron Braybrooke (1897-1990) ;
- Robin Neville (en), 10ème baron Braybrooke (1932-2017) ;
- Richard Neville, 11ème baron Braybrooke (né en 1977) ;

L'héritier apparent est le fils de l'actuel détenteur du titre, l'hon. Edward Alfred Neville (né en 2015).

## Littérature
- Charles Kidd : la pairie et le baronetage de Debrett. Debrett's Ltd, Londres 2014,  (ISBN 0-9929348-2-6) .

## Liens web
- Page de pairie de Leigh Rayment
- Braybrooke, baron (GB, 1788) dans la pairie de Cracroft